# Premi Olof Palme
El Premi Olof Palme és un premi anual guardonat per un èxit destacat en l'esperit d'Olof Palme. El Premi està format per un diploma i 100.000 dòlars EUA.
El premi va ser creat el febrer de 1987 i és atorgat pel Olof Palmes minnesfond för internationell förståelse och gemensam säkerhet, un fons que va ser establert per la família d'Olof Palme i el Partit Socialdemòcrata Suec en honor de la memòria d'Olof Palme.

## Guanyadors
- 1987 Cyril Ramaphosa
- 1988 Operacions de manteniment de la pau de l'ONU de 1988 sota el lideratge de Javier Pérez de Cuéllar
- 1989 Václav Havel
- 1990 Harlem Désir i SOS Racisme
- 1991 Amnistia Internacional
- 1992 Arzu Abdullayeva i Anahit Bayandour
- 1993 Estudiants per Sarajevo
- 1994 Wei Jingsheng
- 1995 Joventuts de Fatah, joventuts laboristes i Pau Ara
- 1996 Casa Alianza sota el lideratge de Bruce Harris
- 1997 Salima Ghezali
- 1998 Mitjans independents de l'antiga Iugoslàvia representats per Veran Matić de Ràdio B92 (Sèrbia), Senad Pećanin del setmanari Dani (Bòsnia i Hercegovina) i Viktor Ivančić del setmanari Feral Tribune (Croàcia).
- 1999 Antiracistes suecs: Kurdo Baksi, Björn Fries i el grup de pares de Klippan, que representen la mobilització popular contra el creixent racisme i xenofòbia al país.
- 2000 Bryan Stevenson
- 2001 Fazle Hasan Abed i l'educació femenina
- 2002 Hanan Ashrawi
- 2003 Hans Blix
- 2004 Liudmila Alekséieva, Serguei Kovalov, Anna Politkóvskaia
- 2005 Daw Aung San Suu Kyi
- 2006 Kofi Annan, Mossaad Mohamed Ali
- 2007 Parvin Ardalan
- 2008 Denis Mukwege
- 2009 Carsten Jensen
- 2010 Eyad El Sarraj
- 2011 Lydia Cacho, Roberto Saviano[1]
- 2012 Radhia Nasraoui, Waleed Sami Abu AlKhair
- 2013 Rosa Taikon
- 2014 Xu Youyu
- 2015 Gideon Levy, Mitri Raheb[2]
- 2016 Spyridon Galinos, Giusi Nicolini